# The Miracle Woman
The Miracle Woman ist ein US-amerikanischer Spielfilm mit Barbara Stanwyck unter der Regie von Frank Capra aus dem Jahr 1931. Das Drehbuch basiert auf dem Theaterstück Bless You Sister von John Meehan und Robert Riskin.

## Handlung
Florence Fallon ist die Tochter eines betagten Wanderpredigers. Sie lehnt sich gegen die Bigotterie und Engherzigkeit seiner Glaubensrichtung auf, die lieber einen jungen, dynamischen Priester haben wollen statt eines erfahrenen Mannes. Die Gläubigen fliehen in Panik, doch Bob Hornsby wittert ein Geschäft. Er überredet Florence, aus ihrer Fähigkeit zu reden Gewinn zu machen. Sie wird rasch zu Schwester Fallon, die in ihrem Tempel der Glückseligkeit vor den zahlreichen Armen und Hilflosen angebliche Wunder tut und dafür reichlich Spenden bekommt. Eines Tages lernt sie John Carson kennen, einen ehemaligen Piloten, der seit einem Absturz blind ist. Der verzweifelte Carson wollte Selbstmord begehen, als ihn die Radiosendung von Schwester Fallon zurück ins Leben geführt hat. Er besucht eine von Florences Predigten und ist zunächst skeptisch, besonders als Schwester Fallon aus einem Löwenkäfig heraus die Menschen anspricht. Später lernen sich die beiden kennen und Florence verliebt sich in den schüchternen jungen Mann, der seine Gefühle nur mit Hilfe einer Bauchrednerpuppe auszudrücken in der Lage ist. Nach etlichen Verwicklungen gesteht Schwester Fallon am Ende ihre Betrügereien und findet Glück und Zufriedenheit in den Armen von John. 

## Hintergrund
The Miracle Woman war nach Ladies of Leisure der zweite von insgesamt fünf Filmen, die Barbara Stanwyck mit Frank Capra drehte. Das Drehbuch enthielt eine für die damalige Zeit sehr gewagte Schilderung von falschen Predigern, die besonders im Mittel Westen der USA ihr Unwesen trieben und sich auf Kosten der Gläubigen bereicherten. Die Hauptperson Schwester Fallon war daher auch eindeutig nach der damals bekannten Evangelistin Aimee Simple MacPherson gestaltet. 
Stanwyck interpretierte den Charakter als eine junge Frau, die zutiefst gläubig ist, deren Talente jedoch von skrupellosen Geschäftemachern ausgenutzt und ins Gegenteil verkehrt werden. Bob Hornsby meint zynisch zu der jungen Florence: 
Religion is great if you can sell it, no good if you give it away.
Die Schauspieler waren gezwungen, die Szenen im Löwenkäfig ohne Double zu spielen.
Das provokante Thema verhinderte, dass der Film ein großer kommerzieller Erfolg wurde. 

## Kritiken
Mordaunt Hall schrieb in der New York Times vom 17. August 1931, die Handlung von The Miracle Woman wirke an vielen Stellen unlogisch. Dennoch würden die Darsteller Stanwyck, Manners, Hardy und Mercer in den wichtigen Rollen überzeugend spielen.
Der US-Filmkritiker Dennis Schwartz schrieb mit dem Abstand einiger Jahrzehnte, es sei ein überraschend zynischer Film von Capra: „In dieser gut gemachten Dramedy zeigt uns Capra eindrucksvoll, wie nah die Wahrheit und die Lüge oft zueinander sind, und dass manchmal die Lüge aufgedeckt werden muss, um die Wahrheit auszugraben. Es ist ein wunderbarer Capra, am Höhepunkt seines Könnens.“
Leonard Maltin wertete den Film mit drei von vier Sternen und urteilte, dass „die Schwächen der Geschichte“ durch gute Schauspieler, Regie und Kameraarbeit wettgemacht würden.